# Eino Sakari Yrjö-Koskinen
Eino Sakari Yrjö-Koskinen (ur. 3 października 1858 w Hämeenkyrö, zm. 10 stycznia 1916 w Helsinkach) – fiński polityk konserwatywny i chrześcijański, nauczyciel.

## Życiorys

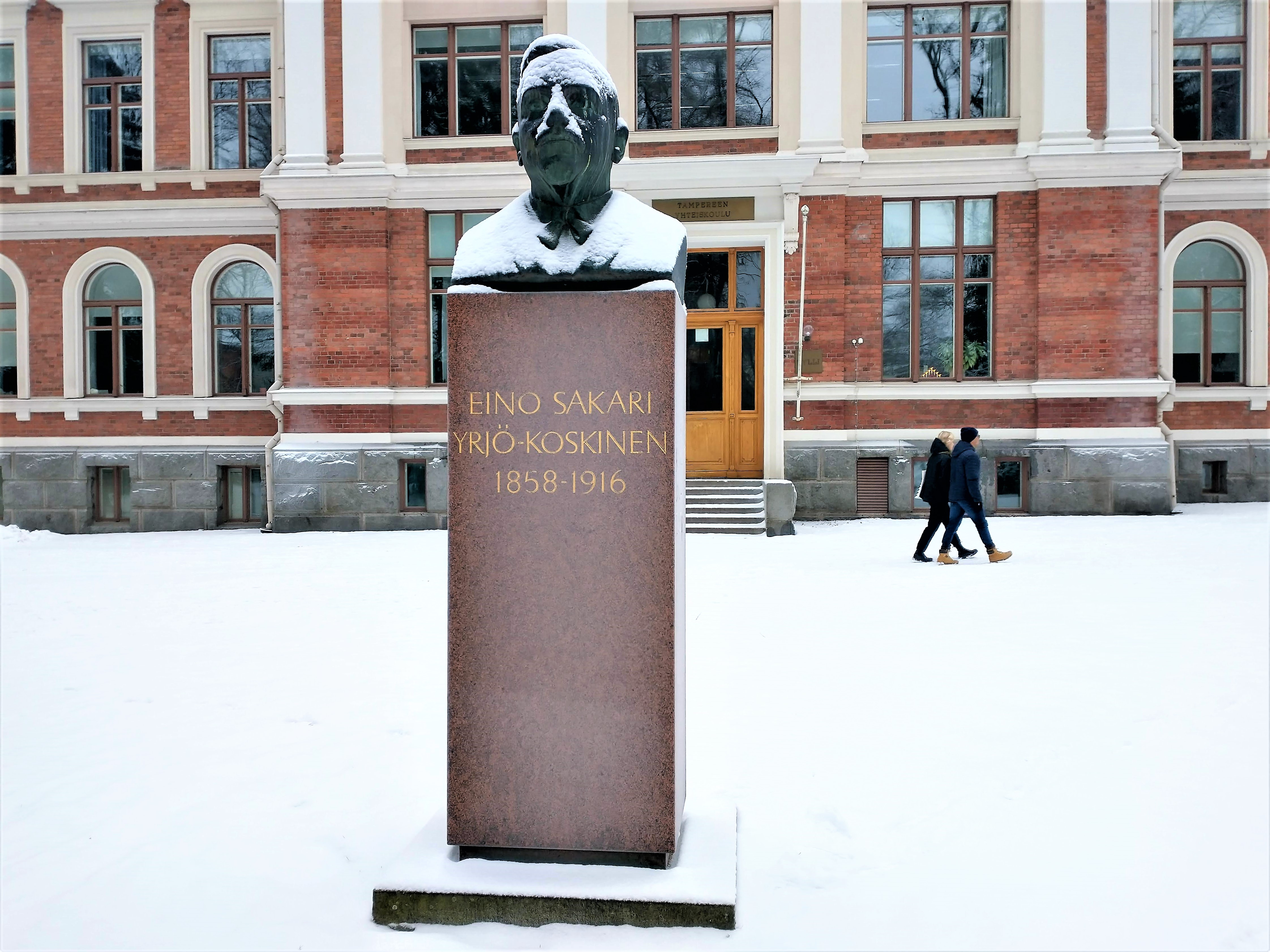
Pomnik w Tampere

Był synem polityka nacjonalistycznego, Georga Zachariasa Yrjö-Koskinena. W młodości, pod wpływem ojca, był bardziej umiarkowany, a po jego śmierci stał się bardziej radykalny. Kiedy Rosjanie zażądali przysięgi lojalności od Finlandii w związku ze zmianą cara w 1894, odmówił złożenia tego rodzaju oświadczenia. 
Licencjat z filozofii zdobył w 1890. Nauczał języka francuskiego w liceum w Hämeenlinna (1881-1888), potem także języka niemieckiego w liceum w Tampere. W 1908 został dyrektorem Kolegium Pracy w Tampere. 
W 1897 był posłem na sejm jako przedstawiciel szlachty. Od 1907 do 1914 był posłem do parlamentu z okręgu wyborczego Häme. W latach 1892–1896 był członkiem rady miejskiej w Tampere.
Jako sekretarz redakcyjny kościelnego czasopisma Vartija, utrzymywał pismo w linii narodowej, jednocześnie popierając rosyjskie środowiska przeciwne caratowi. Interes narodu wyraźnie przedkładał nad interesy klas społecznych. Stał się opozycjonistą wewnątrz własnej partii i był postrzegany jako idealista. Kładł nacisk na rozwój pomocy społecznej, interesując się sytuacją najuboższych warstw społecznych. Starał się wydobywać chrześcijański punkt widzenia, a sejmowe wystąpienia rozpoczynał od modlitwy. Uważał, że podziały społeczne przebiegają wzdłuż granicy państwowej, na szwedzkich "lordów" i naród fiński. Jego zdaniem podział na socjalistów i burżuazję lub wyższą i niższą klasę społeczną był kwestią znacznie mniej istotną.